# Bernardo Hombach Lütkermeier
Bernardo Hombach Lütkermeier (Krefeld, 12 de setembro de 1933) é o bispo católico romano emérito de Granada, na Nicarágua.
Hombach cresceu em Hohenhain perto de Freudenberg. Ele frequentou a escola primária municipal em Olpe antes de mudar para a escola religiosa dos Padres Brancos em Rietberg aos 15 anos, onde passou seu Abitur. Ele então estudou teologia e filosofia católicas na Universidade Católica de Lovaina. Aqui ele foi ordenado sacerdote em 1961.
Depois de uma breve atividade pastoral como vigário em Ickern (Castrop-Rauxel) e como pároco espanhol em Siegen e Dahlbruch, foi para a Argentina. Por causa da situação política incerta lá, ele deixou o país e depois trabalhou no Peru (entre outras coisas como pastor da comunidade de língua alemã em Lima), Colômbia, Nigéria e Venezuela. Em 1987 mudou-se para a Nicarágua, onde trabalhou pela primeira vez como pároco em Juigalpa e depois foi nomeado vigário geral da diocese. Ele também trabalhou aqui como administrador diocesano por vários anos.
De 1992 a 1995, Hombach foi diretor da Caritas na Nicarágua. Um dos focos de seu trabalho foi um extenso programa de alfabetização. Em 1994, o Embaixador Alemão Helmut Schöps em Manágua o presenteou com a Cruz de Mérito da República Federal da Alemanha por seu compromisso, e em 2016 o Embaixador Ute König o presenteou com a Cruz de Mérito, 1ª Classe.
Em 1995, o Papa João Paulo II o nomeou o terceiro bispo da Diocese de Juigalpa. Foi ordenado bispo em 22 de abril de 1995 em Juigalpa pelo então Arcebispo de Manágua, Cardeal Miguel Obando Bravo SDB; Os co-consagradores foram o Arcebispo Johannes Joachim Degenhardt, de Paderborn e César Bosco Vivas Robelo, Bispo de León na Nicarágua.
Em 15 de dezembro de 2003 foi nomeado quinto bispo da diocese de Granada e assumiu a diocese em 7 de fevereiro de 2004. Desde 2002, Hombach é presidente da Caritas na Nicarágua; desde 2005 é também Vice-Presidente da Conferência Episcopal da Nicarágua (CEN).
Em setembro de 2008, rejeitou a anistia geral para os ex-presidentes Arnoldo Alemán e Enrique Bolaños Geyer e o ex-ministro Eduardo Montealegre por irregularidades em seus mandatos de 2002 a 2007; ele exigiu um esclarecimento legal.
Em 11 de abril de 2010, o Papa Bento XVI aceitou sua resignação. Seu sucessor foi Jorge Solórzano Pérez, até então bispo de Matagalpa.